# Oliver Hirschbiegel
Oliver Hirschbiegel est un réalisateur, scénariste et acteur allemand né le 29 décembre 1957 à Hambourg (Allemagne).

## Biographie
Devenu cuisinier sur un bateau après avoir interrompu sa scolarité, Oliver Hirschbiegel reprend par la suite des études, en peinture et en graphisme, à l'Académie des Arts de Hambourg, avant de s'orienter vers la photo et la vidéo. Après avoir vendu son premier scénario, qu'il adapte lui-même pour la télévision allemande ZDF en 1986, Oliver Hirschbiegel tourne de nombreux téléfilms dont plusieurs épisodes de la série Tatort. En 2001, le metteur en scène passe au long métrage avec le thriller L'Expérience. S'inspirant d'une terrifiante étude menée à la prison de Stanford en 1971, le film est récompensé dans de nombreux festivals.
Habitué depuis ce premier film à la controverse, il s'empare trois ans plus tard d'un sujet éminemment délicat en réalisant La Chute, qui s'intéresse aux dernières heures d'Adolf Hitler (campé par Bruno Ganz), terré avec ses fidèles dans son bunker berlinois. L'un des plus gros succès de l'histoire du box-office allemand, le film remporte en outre une moisson de récompenses et est nommé à l'Oscar du meilleur film étranger en 2005. Il change radicalement de registre avec Invasion (2006), nouvelle adaptation d'un classique de la littérature de science-fiction.

## Filmographie

### Comme réalisateur

#### Cinéma
- 2001 : L'Expérience (Das Experiment)
- 2002 : Mein letzter Film
- 2004 : La Chute (Der Untergang)
- 2005 : Ein Ganz gewöhnlicher Jude
- 2007 : Invasion (The Invasion)
- 2009 : Five Minutes of Heaven (diffusé directement à la télévision dans certains pays)
- 2013 : Diana
- 2015 : Elser, un héros ordinaire (Elser : Er hätte die Welt verändert)
- Das Engelsgesicht (en anglais : The Angel Face) (en production)

#### Télévision
- 1986 : Das Go! Projekt
- 1991 : Mörderische Entscheidung
- 1992 : Tatort - Kinderspiel
- 1994 : Tatort - Ostwärts
- 1994 : Rex, chien flic (Kommissar Rex) (série)
- 1997 : Das Urteil
- 1997 : Trickser
- 1997 : Rex (Baby Rex - Der kleine Kommissar) (série)
- 1998 : Todfeinde - Die falsche Entscheidung
- 2011 : Borgia
- 2017 : The Same Sky

### Comme scénariste
- 1986 : Das Go! Projekt (TV)
- 1998 : Todfeinde - Die falsche Entscheidung (TV)
- 2001 : L'Expérience (Das Experiment)

### Comme acteur
- 1985 : Rosemary's Hochzeit (TV) : Bräutigam
- 1986 : Losberg (série TV) : Inglese

### Autres
Comme compositeur
- 1997 : Das Urteil (TV)

Comme directeur de la photographie
- 1984 : Flieger dürfen keine Angst haben

## Distinctions

### Récompenses
- Festival des films du monde de Montréal 2001 : meilleur réalisateur pour L'Expérience
- Prix Bambi 2004 : meilleur film allemand pour La Chute
- Festival du film de Sundance 2009 : meilleur réalisateur pour Five Minutes of Heaven
- Prix Bambi 2009 : prix d'honneur récompensant les « Allemands à Hollywood »

### Sélections
- Festival des films du monde de Montréal 2001 : sélection en compétition officielle pour le Grand Prix des Amériques avec L'Expérience
- Prix du cinéma européen 2001 : meilleur réalisateur pour L'Expérience
- Fantasporto 2002 : sélection en compétition officielle avec L'Expérience
- Festival du film de Sundance 2009 : sélection en compétition officielle pour le prix du jury avec Five Minutes of Heaven
- BAFTA Awards 2010 : meilleur téléfilm dramatique pour Five Minutes of Heaven